# Waldemar Passini Dalbello
Waldemar Passini Dalbello (ur. 6 czerwca 1966 w Anápolis) – brazylijski duchowny katolicki, w latach 2017–2025 biskup Luziânii, biskup koadiutor Anápolis od 2025.

## Życiorys
Święcenia kapłańskie przyjął 3 grudnia 1994 i został inkardynowany do archidiecezji Brasília. Pracował głównie w stołecznym seminarium jako wychowawca i ojciec duchowny, a od 2006 także jako rektor. Był także m.in. pracownikiem nuncjatury w Brazylii.
30 grudnia 2009 papież Benedykt XVI mianował go biskupem pomocniczym archidiecezji Goiânia oraz biskupem tytularnym Membressa. Sakry biskupiej udzielił mu 19 marca 2010 arcybiskup Goiânia – Washington Cruz.
3 grudnia 2014 papież Franciszek mianował go biskupem koadiutorem diecezji Luziânia. Rządy w diecezji objął 12 lipca 2017 po przejściu na emeryturę poprzednika.
5 lutego 2025 został mianowany biskupem koadiutorem diecezji Anápolis.